# George Bowers
George Bowers (* 6. Juli 1944 in New York City; † 18. August 2012 in Los Angeles, Kalifornien) war ein US-amerikanischer Filmeditor und Filmregisseur.

## Leben
Nach einer dreijährigen Zeit bei der Armee arbeitete er bei einer Firma von Hugh A. Robertson, durch die er in den Kontakt mit dem Filmschnitt kam. Seit 1971 war er als eigenständiger Editor tätig und war bis 2008 an mehr als 25 Produktionen beteiligt. 1976 gab er sein Debüt als Regisseur und inszenierte eine Folge der Serie Vegetable Soup. 1980 drehte er mit dem Horrorfilm Der Leichenwagen seinen ersten Spielfilm, bis einschließlich 1985 folgten drei weitere. Regisseure, mit denen er mehrmals zusammenarbeitete, waren Penny Marshall und Joseph Ruben.
1969 heiratete er. Der Ehe entstammen zwei Kinder. Bowers verstarb in Folge von Komplikationen bei einer Herz-Operation.

## Filmografie (Auswahl)
als Editor
- 1976: Mach mich nicht an! (The Pom Pom Girls)
- 1980: Galaxina
- 1983: Die Klassenfete (My Tutor)
- 1984: Buckaroo Banzai – Die 8. Dimension (The Adventures of Buckaroo Banzai Across the 8th Dimension)
- 1987: The Stepfather
- 1988: Mörderischer Vorsprung (Shoot to Kill)
- 1989: Das dreckige Spiel (True Believer)
- 1989: Harlem Nights
- 1991: Der Feind in meinem Bett (Sleeping with the Enemy)
- 1992: Eine Klasse für sich (A League of Their Own)
- 1993: Das zweite Gesicht (The Good Son)
- 1994: Mr. Bill
- 1995: Money Train
- 1996: Rendezvous mit einem Engel (The Preacher’s Wife)
- 1999: Rent a Man – Ein Mann für gewisse Sekunden (Deuce Bigalow: Male Gigolo)
- 2001: From Hell
- 2004: Walking Tall – Auf eigene Faust (Walking Tall)
- 2005: Roll Bounce
- 2008: Willkommen zu Hause, Roscoe Jenkins (Welcome Home, Roscoe Jenkins)

als Regisseur
- 1980: Der Leichenwagen (The Hearse)
- 1981: Body and Soul
- 1983: Die Klassenfete (My Tutor)
- 1985: Die Superaufreißer (Private Resort)